# سوبرینو د بوتین
سوبرینو دِ بوتین (انگلیسی: Sobrino de Botín) یک رستوران اسپانیایی در شهر مادرید است. این رستوران در کتاب رکوردهای جهانی گینس به عنوان قدیمی‌ترین رستوران جهان ثبت شده، چراکه گفته می‌شود در سال ۱۷۲۵ تأسیس شده و از آن زمان بدون وقفه فعالیت داشته است. با این حال، این صرفاً یک افسانه است؛ چرا که در واقع این رستوران با نام «قنادی کاندیدو رِمیس، برادرزادهٔ بوتین» در سال ۱۸۶۵ افتتاح شد.

## تاریخچه
به نظر می‌رسد که در اواخر قرن هجدهم، مؤسسه‌ای با نام «قنادی بوتین» در میدان پلاسا دِ اِررادورِس در مادرید تأسیس شد. صاحب آن، خوزه پورتاس سانچس، ملقب به «بوتین» بود که در سال ۱۸۴۷ درگذشت. پس از مرگ او، برادرزاده‌اش کاندیدو رِمیس پورتاس مدیریت فروشگاه را برعهده گرفت، اما فقط به‌عنوان مدیر یا مستأجر در آنجا بود، زیرا مالک اصلی آن ماریا پرادو (بیوهٔ خوزه پورتاس، که در ۱۸۵۵ درگذشت) بود؛ سپس ملک به دخترش خوآنا پورتاس پرادو رسید و پس از مرگ او در سال ۱۸۵۶، به شوهرش ادواردو لئون واگذار شد. در سال ۱۸۶۵، کاندیدو رمیس از ادواردو لئون جدا شد و رستوران خود را با نام «قنادی کاندیدو رمیس، برادرزادهٔ بوتین» در شمارهٔ ۱۷ خیابان کوچی‌یِروس افتتاح کرد. روی نمای ساختمان، کتیبه‌ای با تاریخ ۱۷۲۵ دیده می‌شود که صرفاً نشان‌دهندهٔ زمان نصب نمای سنگی است، اما امروزه به‌عنوان ادعایی تجاری دربارهٔ قدمت محل بدان استناد می‌شود. در دههٔ ۱۹۳۰، رستوران توسط زوج آمپارو مارتین و امیلیو گونسالس خریداری شد. خانوادهٔ گونسالس همچنان مالک و گردانندهٔ رستوران هستند.
مکان اصلی در میدان پلاسا دِ اررادورس، که از آغاز قرن بیستم با نام خانهٔ قدیمی بوتین شناخته می‌شد و ادعا می‌کرد در سال ۱۶۲۰ تأسیس شده (افسانه‌ای دیگر که وافعیت ندارد)، در سال ۱۹۳۶ به‌دلیل مشکلات مالی تعطیل شد، هرچند در سال ۱۹۳۹ دوباره بازگشایی شد. این محل در دههٔ ۱۹۶۰ به‌طور دائمی بسته شد، پس از آن‌که خانوادهٔ گونسالس ملک و حقوق نامِ تجاریِ آن را خریداری کردند تا رقابت را از بین ببرند.
علاوه بر حفظ دستورهای غذایی اصلی، رستوران شعلهٔ اجاق خود را نیز همواره روشن نگاه داشته و هرگز خاموش نکرده است. این رستوران و غذای مخصوص آن، کوچینیو آسادو (بچه‌خوک بریان‌شده)، در صفحات پایانی رمان خورشید همچنان می‌دمد اثر ارنست همینگوی ذکر شده‌اند. دیدارهای همینگوی به‌احتمال زیاد از خانهٔ قدیمی بوتین در میدان پلاسا دِ اررادورس بوده است. غذای معروف دیگر رستوران سوپا دِ آخو (سوپ سیر) است که در آن تخم‌مرغ در آبگوشت مرغ پخته می‌شود و با شری و سیر مزه‌دار می‌گردد؛ نوش‌دارویی محبوب برای شب‌زنده‌داران مادریدی.

## بوتین در خارج از کشور
خانوادهٔ گونسالس، به‌همراه شرکای محلی، رستوران‌هایی با نام بوتین در میامی در سال ۱۹۹۸، در مکزیک در سال ۲۰۰۴، و در پورتوریکو در سال ۲۰۰۷ افتتاح کردند؛ اما هیچ‌یک موفق نبودند و همگی مدتی بعد تعطیل شدند. بازیگر پورتوریکویی، ون ماری مندس، به‌همراه همسرش دکتر بیسنته سانچس، با همکاری سوبرینو دِ بوتین، رستورانی در شهر پونس، پورتوریکو با نام بوتین افتتاح کردند. مراسم افتتاح این شعبه با حضور چندین چهرهٔ مشهور برگزار شد، از جمله رافائل ارناندز کولون (فرماندار سابق پورتوریکو)، آنیبال آسبدو ویلا (فرماندار وقت)، بازیگر براولیویو کاستیو جونیور و خواننده و بازیگر مکزیکی، فرناندو آیندِه.